# Терзиян
Терзиян — село в Туапсинском районе Краснодарского края.
Входит в состав Октябрьского сельского поселения.

## География
Село расположено на левом берегу верхнего течения реки Пшиш, в 6 км от села Гойтх, в 59 км от города Туапсе и в 20 км от посёлка Октябрьский.

## История
По сведениям общественной организации «Амшен» хутор Терзиян основан в 1868 году.
Своё имя хутор получил от семьи первого переселенца Акопа Терзияна. По мнению старожилов термин «терзи» по-армянски означает «портной высокой квалификации».
С 25 апреля 1925 года Терзиян числился в составе Гойтхского сельского Совета Армянского национального района.
С 25 августа 1953 года хутор Терзиян, в связи с ликвидацией Армянского национального района, был передан в состав Гойтхского сельского Совета Туапсинского района.
С 26 декабря 1962 года по 12 января 1965 года хутор находился в составе Туапсинского сельского Совета.
По материалам ЦСУ на 1 января 1999 года в селе Терзиян проживало 239 человек.

## Население
| 1999 | 2002 | 2010 |
| ---- | ---- | ---- |
| 239  | ↗247 | ↘203 |

2023 год —    130 чел.

## Улицы
- ул. Набережная,
- ул. Октябрьская,
- ул. Памятная,
- ул. Шаумяна,
- ул. Школьная.